# Carl Pomerance
Carl Pomerance (Joplin (Missouri), 1944) is een bekend Amerikaans wiskundige, die actief is op het gebied van de getaltheorie. Hij volgde college aan de Brown-universiteit en behaalde zijn doctoraat in 1972 aan de Harvard Universiteit met een proefschrift, waarin hij bewees dat elk oneven perfect getal ten minste 7 verschillende priemfactoren heeft. Hij trad daarna onmiddellijk in dienst bij de wiskundige faculteit van de Universiteit van Georgia, waar hij in 1982 tot professor in de wiskunde werd benoemd. Hij werkte daarna een aantal jaren bij Lucent Technologies. Na zijn uitstapje naar het bedrijfsleven werd hij weer professor aan Dartmouth College. 
Hij heeft vele prijzen voor onderwijs en onderzoek gewonnen, waaronder in 1985 de Chauvenet prijs en in 1997 de Distinguished University Teaching Award" van de Mathematical Association of America en in 2001 van de Conant prijs. Hij heeft meer dan 120 publicaties op zijn naam staan, met inbegrip van het co-auteurschap samen met Richard Crandall van Prime numbers: a computational perspective (Priemgetallen: een computationeel perspectief), Springer-Verlag, 2001, 2005. Hij is de opsteller van een van de belangrijkste factorisatiemethoden, het kwadratische zeef algoritme, dat in 1994 werd gebruikt voor het  factoriseren van RSA-129. Hij is ook een van de ontdekkers van de Adleman-Pomerance-Rumely-priemgetaltest.